# Emili Rosales i Castellà
Emili Rosales i Castellà (n. San Carlos de la Rápita, Tarragona, 12 de febrero de 1968) es escritor y editor español.
Se inició en el campo de la poesía (Premio Salvador Espriu), y a partir de 1995 desarrolló una reconocida trayectoria novelística.
La publicación de La ciutat invisible el 2005, Premio Sant Jordi, supuso una gran acogida de lectores y la traducción a veintiocho países --incluyendo el inglés, castellano, alemán, italiano, francés, chino y japonés--. Se convirtió así en uno de los grandes éxitos internacionales de la literatura catalana, y fue finalista del prestigioso Prix Médicis Étranger.
Como editor literario ha publicado a clásicos contemporáneos de la literatura castellana, Miguel Delibes, y catalana, Baltasar Porcel, Jaume Cabré; y ha acompañado el surgimiento de voces que han renovado el panorama: Carlos Ruiz Zafón, Stieg Larsson, Dolores Redondo. Actualmente es director editorial de Grup 62 y Ediciones Destino.

## Obra

### Poesía
- 1989: Ciutats i mar
- 1991: Els dies i tu

### Novela
- 1995: La casa de la platja
- 1997: Els amos del món
- 1999: Mentre Barcelona dorm
- 2005: La ciutat invisible

## Premios
- 1990: Premio Salvador Espriu por Els dies i tu

- 2004: Premio Sant Jordi de Novela por La ciutat invisible